# Domenico Griminelli

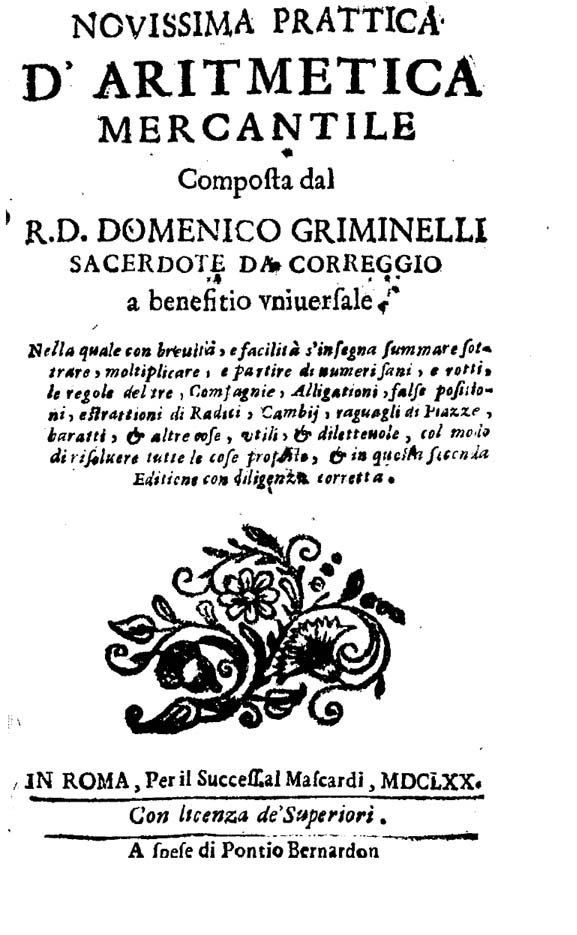
Novissima prattica d'aritmetica mercantile, 1670

Domenico Griminelli (Correggio, XVII secolo – XVII secolo) è stato un matematico e presbitero italiano.

## Biografia
Pubblicò nel 1656 una guida all'uso dell'aritmetica per mercanti e negozianti, dal titolo Novissima prattica d'aritmetica mercantile, che ebbe notorietà anche fuori dall'Italia e che fu ristampata per i successivi due secoli. L'introduzione del libro richiamava Platone dichiarando che i numeri sono un dono divino, senza il quale la civiltà svanirebbe; il libro fu dedicato al cardinal Girolamo Gastaldi, il tesoriere generale della Camera Apostolica.

## Opere
- Novissima prattica d'aritmetica mercantile, Roma, Vitale Mascardi (eredi), Ponzio Bernardon, 1670.